# Ophiomitrella sagittata
Ophiomitrella sagittata är en ormstjärneart som beskrevs av Jean Baptiste François René Koehler 1922. Ophiomitrella sagittata ingår i släktet Ophiomitrella och familjen knotterormstjärnor. Inga underarter finns listade i Catalogue of Life.